# Blattflächenindex
Der Blattflächenindex (BFI, englisch LAI von Leaf area index) ist eine Schlüsselgröße bei der Berechnung von globalen Klimaszenarien (Kohlendioxidaufnahme (Photosynthese) der Pflanzen) sowie die Bewertung der ökologischen Struktur von beispielsweise Grünländern. Der Blattflächenindex beschreibt aber auch den Einfluss von landwirtschaftlicher, forstlicher und natürlicher Vegetation auf die Abflussbildung.

## Definition
Der Blattflächenindex ist definiert als Blattfläche pro Bodenoberfläche, BFI = A (Blatt) / A (Boden) (dimensionslos).
Dabei werden Laubblätter einseitig gezählt und Nadelblätter auf den Boden projiziert.
Ein BFI zwischen 0 und 1 bedeutet also, dass sich über einer Einheit Bodenfläche weniger Blattfläche befindet. Bei BFI = 1 sind die Flächen gleich, und bei BFI > 1 ist mehr Blattfläche vorhanden als Bodenfläche darunter.
Beispiele:
| Artbezug              | BFI   | Biombezug                     | BFI     |
| --------------------- | ----- | ----------------------------- | ------- |
| Douglasie             | 10–13 | Tropischer Regenwald          | 6–16    |
| Fichte                | 5–10  | Sommergrüner Laubwald         | 3–12    |
| Buche (Sommer)        | 6–8   | Nadelwald                     | 5       |
| Eiche                 | 5–7   | Savannen und Graslandschaften | 1–5     |
| Waldkiefer            | 3–4   | Tundra und alpine Vegetation  | 0,5–2,5 |
| Europäische Lärche    | 2–4   | Buchenwald (Winter)           | 0,2     |
| Mais (32 Pflanzen/m²) | 10    | Acker (Winter)                | 0,2     |
| Mais (8 Pflanzen/m²)  | 4     |                               |         |

## Spezielles
Inwieweit Blätter Regen abfangen, hängt von der Art der Pflanzen, der Dichte, der Jahreszeit und der Anbaumethode ab. Diese Wirkung bestimmt mit darüber, wie viel Wasser den Boden erreicht oder vorher als Anfangsverlust zur Benetzung und durch Verdunstung verloren geht. Die Wassermenge, die verdunstet, bevor sie den Boden berührt, nennt man Interzeption. Dies ist insbesondere in Regenmangelgebieten von Bedeutung, da dort der weitgestellte Anbau schmalblättriger Sorten vorteilhaft ist.
Indirekt wirkt der Regenschatten der Blätter aber auch fördernd auf die Infiltration, da er die Verschlämmung des Oberbodens abmildert.
Generell ist der BFI umso allgemeinverbindlicher, je einheitlicher die Bestände sind. Plantagen und landwirtschaftliche Kulturen lassen sich also relativ genau über Tabellenwerte einschätzen, dagegen variiert der BFI von natürlichen Wäldern in weiten Bereichen und muss jeweils durch Messungen kalibriert werden.

## Blattflächendichte
Die Blattflächendichte (BFD, englisch LAD von Leaf area density) errechnet sich aus dem BFI, indem dieser durch die Bestandshöhe dividiert wird. Betrachtet man einzelne Bestandsschichten, ergibt sich die BFD aus dem BFI pro Kubikmeter (m²/m³). Die BFD ist insofern interessant, als sie Rückschlüsse auf das Lichtprofil in Beständen liefern kann.